# 예두아르트 힐
예두아르트 아나톨리예비치 힐(러시아어: Эдуа́рд Анато́льевич Хиль, 1934년 9월 4일 ~ 2012년 6월 4일)은 러시아의 바리톤 성악가이다.